# Natação nos Jogos Olímpicos de Verão de 1904 - 100 jardas livre masculino
A prova de 100 jardas livre da natação foi realizada como parte dos programa da Natação nos Jogos Olímpicos de Verão de 1904. Foi a segunda edição do evento nas Olimpíadas, embora tenha sido a única em que foi utilizada a distância de jardas. Nove nadadores de duas nações competiram. O evento foi vencido por Zoltán Halmay da Hungria, conquistando o segundo título seguido da nação na prova de 100 jardas/metros livre.

## Cenário
Esta foi a segunda edição da prova dos 100 metros, com a distância em jardas pela única vez. O evento foi realizado em todas as edições olímpicas com exceção de 1900 (quando a menor distância foi de 200 metros), embora a verão de 1904 tenha sido medida em jardas.
Nenhum dos nadadores de 1896 retornou.
Ambas as nações participantes, Hungria e Estados Unidos, estavam fazendo sua segunda aparição no evento; nenhuma nação fez sua estreia em 1904. 

## Medalhistas
| Ouro   | HUN Zoltán Halmay   |
| Prata  | USA Charles Daniels |
| Bronze | USA Scott Leary     |

## Recordes
Antes desta competição, os recordes mundiais e olímpicos da prova eram os seguintes:
Antes desta competição, não havia recorde mundial reconhecido (o primeiro reconhecido em 1905) e o recorde olímpico era em metros.
| Tipo | Atleta           | Tempo  | Local          | Data                |
| ---- | ---------------- | ------ | -------------- | ------------------- |
|      |                  | '      |                |                     |
|      | HUN Alfréd Hajós | 1:22.2 | Atenas, Grécia | 11 de abril de 1896 |

Zoltán Halmay quebrou o recorde olímpico na primeira semifinal e melhorou a marca na final.

## Calendário
| Data                                 | Horário | Fase             |
| ------------------------------------ | ------- | ---------------- |
| Segunda-feira, 5 de setembro de 1904 |         | Semifinais Final |

## Formato da competição
A competição consistiu em duas fases: semifinal e final. Houve duas semifinais, com os três primeiros de cada avançando à final. 
As provas de natação foram disputadas em um lago artifical no parque, entre um píer e alguns botes flutuantes. Houve uma pequena corrente, que não pareceu afetar de maneira importante os nadadores.

## Resultados

### Semifinais
Os três primeiros de cada bateria avançaram à final. Os reusltados dos nadadores eliminados são incertos, mas Raymond Thorne, Edwin Swatek e Bill Orthwein são nomeados por de Wael como possíveis competidores.

#### Semifinal 1
| Pos. | Nadador       | CON                | Tempo        | Notas |
| ---- | ------------- | ------------------ | ------------ | ----- |
| 1    | Zoltán Halmay | HUN Hungria        | 1:06.2       | Q,    |
| 2    | Scott Leary   | USA Estados Unidos | Desconhecido | Q     |
| 3    | David Hammond | USA Estados Unidos | Desconhecido | Q     |
| 4    | Desconhecido  | USA Estados Unidos | Desconhecido |       |
| 5    | Desconhecido  | USA Estados Unidos | Desconhecido |       |

#### Semifinal 2
| Pos. | Nadador         | CON                | Tempo        | Notas |
| ---- | --------------- | ------------------ | ------------ | ----- |
| 1    | Charles Daniels | USA Estados Unidos | 1:07.4       | Q     |
| 2    | David Gaul      | USA Estados Unidos | Desconhecido | Q     |
| 3    | Leo Goodwin     | USA Estados Unidos | Desconhecido | Q     |
| 4    | Desconhecido    | USA Estados Unidos | Desconhecido |       |

### Final
| Pos.              | Nadador         | CON                | Tempo        | Notas            |
| ----------------- | --------------- | ------------------ | ------------ | ---------------- |
| Medalha de ouro   | Zoltán Halmay   | HUN Hungria        | 1:02.8       | Recorde olímpico |
| Medalha de prata  | Charles Daniels | USA Estados Unidos | Desconhecido |                  |
| Medalha de bronze | Scott Leary     | USA Estados Unidos | Desconhecido |                  |
| 4                 | David Gaul      | USA Estados Unidos | Desconhecido |                  |
| 5                 | David Hammond   | USA Estados Unidos | Desconhecido |                  |
| 6                 | Leo Goodwin     | USA Estados Unidos | Desconhecido |                  |